# Patrice O'Neal
Patrice Lumumba Malcolm O'Neal (bedre kendt som Patrice O'Neal) (7. december 1969 – 29. november 2011) var en amerikansk komiker og skuespiller.